# Colt McCoy
Daniel Colt McCoy (Hobbs, 5 settembre 1986) è un ex giocatore di football americano statunitense che ha giocato nel ruolo di quarterback quattordici stagioni nella National Football League. Fu scelto dai Cleveland Browns nel corso del terzo giro del Draft NFL 2010. Al college ha giocato a football a Texas.

## Carriera professionistica

### Cleveland Browns

#### Stagione 2010
McCoy fu scelto nel corso del terzo giro del draft come 85º assoluto dai Cleveland Browns. Un giornalista scrisse che McCoy fu scelto più in basso nel draft di quanto ci si aspettasse perché "manca della taglia da NFL..., ha mani piccole ed è stato infortunato nella sua ultima gara della carriera a Texas". In risposta all'essere stato scelto da parte di Cleveland, McCoy disse: "Non vedo l'ora di essere un Cleveland Brown e sono sicuro vinceremo molte gare. Cleveland ha un arancione simile a quello delle maglie dell'Università del Texas. È perfetto." Il 23 luglio, McCoy firmò un contratto quadriennale del valore di 5 milioni di dollari.

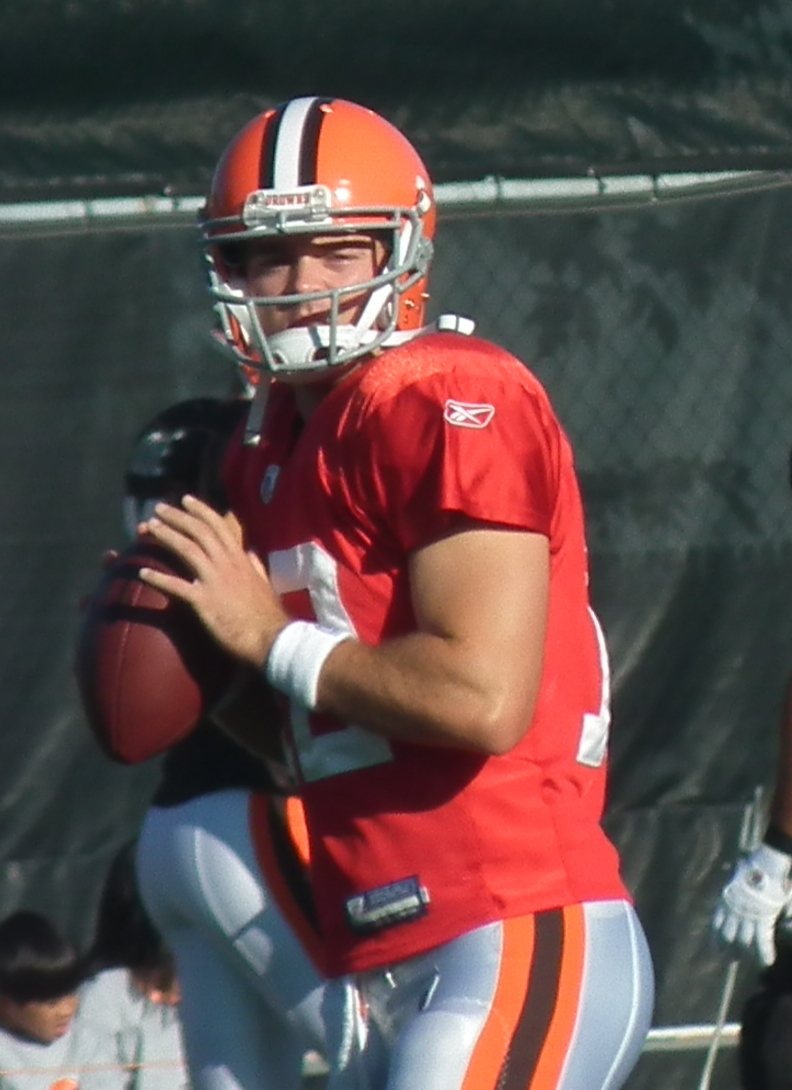
McCoy in allenamento coi Browns.

All'epoca Cleveland aveva già 3 quarterback ed il presidente dei Brown Mike Holmgren disse che McCoy probabilmente non avrebbe giocato nella stagione per permettergli di crescere come quarterback. Alla fine, a causa dell'infortunio del quarterback titolare Jake Delhomme e della riserva Seneca Wallace, McCoy giocò la prima gara da titolare in carriera nella settimana 6 contro i Pittsburgh Steelers nella settimana 6. McCoy completò 23 passaggi su 33 per 281 yard, un touchdown e 2 intercetti nella sconfitta dei Browns. Egli corse inoltre 4 volte per 22 yard. McCoy partì come titolare anche nella gara successiva contro i New Orleans Saints contribuendo alla sorprendente vittoria sui campioni in carica 30-17 a New Orleans. Il 7 novembre, McCoy giocò la terza gara da titolare consecutive guidando ancora i Browns ad una sorprendente vittoria sui New England Patriots 34-14. Giocò nuovamente come titolare il 14 novembre contro i New York Jets in cui i Browns persero ai supplementari con McCoy che lanciò 205 yard ed un touchdown. McCoy si infortunò nella settimana 11 contro i Jacksonville Jaguars e saltò le successive tre partite prima di tornare titolare contro i Cincinnati Bengals nella settimana 15. McCoy lanciò per 243 yard e 2 touchdown senza intercetti ma Cleveland venne sconfitta. Nelle ultime due gare della stagione contro Baltimore e Pittsburgh, McCoy lanciò entrambe le volte 3 intercetti ed i Brows persero tutte le due partite. McCoy terminò la stagione con 6 touchdown contro 9 intercetti.

#### Stagione 2011
Dopo il rilascio di Delhomme, McCoy divenne il titolare dei Browns. Nel debutto stagionale in casa contro i Bengals, McCoy lanciò con 19 su 40 per 213 yard, 2 touchdown ed un intercetto nella sconfitta per 17-27. Nei due turni successivi, i Browns sconfissero gli Indianapolis Colts ed i Miami Dolphins con McCoy che in totale lanciò con 41 su 71 per 421 yard, 3 touchdown ed 1 intercetto. Contro i Tennessee Titans nella settimana 5, Colt lanciò 1 touchdown ed 1 intercetto nella sconfitta 13-31. Dopo la settimana di pausa, McCoy e i Browns persero con gli Oakland Raiders 17-24, McCoy lanciò per 215 yard con 2 touchdown senza intercetti. Dopo un'altra sconfitta contro gli Oakland Raiders i Browns vinsero coi Seattle Seahawks 6-3 e McCoy terminò con 178 yard, nessun touchdown ed 1 intercetto. Contro i Pittsburgh Steelers nella settimana 13, McCoy lanciò 2 intercetti senza TD nella sconfitta 3-14 dove McCoy subì una commozione cerebrale. James Harrison, il giocatore degli Steelers che gli aveva inferto il colpo casco contro casco fu sospeso per la gara successiva contro i San Francisco 49ers. Nelle ultime gare della stagione, Colt infortunato venne sostituito da Seneca Wallace.

#### Stagione 2012
Il 6 agosto 2012, l'allenatore dei Browns Pat Shurmur annunciò che Brandon Weeden, scelto come 22º nel Draft NFL 2012, sarebbe stato il quarterback titolare della franchigia per la stagione 2012.

### San Francisco 49ers
Il 2 aprile 2012, McCoy e una scelta del sesto giro del Draft NFL 2013 furono scambiati con le scelte del quinto e settimo giro dei San Francisco 49ers. Coi Niners, McCoy partì come riserva di Colin Kaepernick scendendo in campo in 4 scampoli di partita, completando un passaggio da 13 yard.

### Washington Redskins
Il 3 aprile 2014, McCoy firmò con i Washington Redskins. Nella settimana 7, con il titolare Robert Griffin III infortunato e la sua riserva Kirk Cousins che aveva subito un intercetto e un fumble, McCoy entrò all'inizio del secondo tempo contro i Tennessee Titans e al primo passaggio tentato lanciò un touchdown da 70 yard per Pierre Garçon. Fu il passaggio da touchdown più lungo della sua carriera e il primo dal dicembre 2012 quando giocava per Cleveland. I Redskins finirono poi per conquistare la partita con McCoy che guidò il drive finale della vittoria del definitivo 19-17. Partito come titolare nel Monday Night Football contro i Cowboys, guidò la sua squadra a una vittoria a sorpresa ai supplementari contro una delle squadre più in forma della lega che veniva da sei vittorie consecutive passando 299 yard con un touchdown segnato su corsa e un intercetto subito. La sua percentuale di completamento dell'83,3% (25/30) fu un record di franchigia per un quarterback con almeno 30 passaggi tentati. Il ristabilito Griffin III dopo quella partita tornò a partire come titolare ma, dopo che questi faticò e la sua squadra subì tre sconfitte consecutive, McCoy fu nominato nuovamente partente all'alba della gara della settimana 13 contro i Colts, in cui passò i nuovi primati personali per yard (393) e touchdown (3) nella sconfitta. La stagione di McCoy si concluse a causa di un infortunio subito all'inizio della gara della settimana 15 contro i Giants, dopo il quale fu inserito in lista infortunati. In quattro partite come titolare ne vinse una, con quattro touchdown, tre intercetti e un passer rating di 96,4.
Nella gara del Giorno del Ringraziamento McCoy disputò la prima gara come titolare dopo 4 anni dopo il grave infortunio subito da Alex Smith nel turno precedente. I Redskins furono sconfitti per 31-23 dai Cowboys. Nella settimana 13 si ruppe il perone contro gli Eagles, chiudendo la sua stagione. In tre gare disputate totalizzò 3 touchdown e 3 intercetti.
Dopo le cattive prestazioni di Case Keenum e del rookie Dwayne Haskins, McCoy fu nominato titolare per la gara del quinto turno della stagione 2019, persa nettamente contro i Patriots.

### New York Giants
Il 19 marzo 2020 McCoy firmò con i New York Giants un contratto annuale. Nel dodicesimo turno subentrò all'infortunato titolare Daniel Jones guidando la squadra alla vittoria sui Cincinnati Bengals. La settimana successiva partì come titolare guidando i Giants a una vittoria a sorpresa in casa dei Seattle Seahawks.

### Arizona Cardinals
McCoy firmò con gli Arizona Cardinals il 30 marzo 2021. Nella settimana 9 partì come titolare al posto dell'infortunato Kyler Murray passando 249 yard e un touchdown nella vittoria sui San Francisco 49ers.
Nella settimana 10 della stagione 2022 McCoy partì come titolare al posto di Murray infortunato e passò 238 yard e un touchdown nella vittoria per 27–17 sui Los Angeles Rams.

### Ritiro
Il 19 agosto 2024 McCoy annunció il suo ritiro dal football professionistico e l'inizio della carriera di analista televisivo di college football per la NBC.

## Palmarès
- (2) Walter Camp Award (2008, 2009)
- Maxwell Award (2009)
- Davey O'Brien Award (2009)